# Emil Weyr
Emil Weyr, né le 31 août 1848 (ou le 1er septembre 1848)  à Prague et mort le 25 janvier 1894 à Vienne, est un mathématicien autrichien, connu pour ses nombreuses publications en géométrie.

## Biographie
Emil Weyr a été orienté très tôt vers des études mathématiques par son père, qui était professeur de mathématiques et de physique au lycée de Prague. Il entre en 1865 à l'École polytechnique de Prague, où il a eu comme professeurs Heinrich Durège et Otto Wilhelm Fiedler. Dès 1867, le premier le choisit comme assistant. Dès lors, sous l'influence prépondérante de Fiedler, il se tourne vers la géométrie, et il publie de nombreux travaux, la plupart sont publiés dans les revues de la Société royale des sciences de Bohême. Il publie également ses deux livres. En 1869, il soutient un doctorat à l'université de Leipzig.
En 1870, il obtient l'habilitation à l'université de Prague et est élu membre extraordinaire de la Société des sciences de Bohême. La même année, il obtient une bourse pour un voyage d'études à l'étranger ; il ne peut aller en France à cause de la guerre, et il entreprend un voyage d'étude en Italie, ce qui lui permet d'entrer en contact plus étroit avec la plupart des géomètres italiens de premier plan, notamment Luigi Cremona et Felice Casorati. À son retour en 1871, il est nommé professeur associé à l'École polytechnique de Prague ; il fonde alors l'Association des mathématiciens de Bohême, l'« Archiv mathematiky a fysiky kterýž vydává Jednota českých mathematiků v Praze » et il publie, seul ou avec son frère Edouard, des traductions en tchèque de divers ouvrages géométriques de Cremona.
En octobre 1871, il est professeur adjoint de mathématiques à l'École polytechnique tchèque, et en décembre de la même année, il est  nommé professeur associé. En 1873, il se rend à nouveau en Italie et en 1874 en France. En 1875, il est nommé professeur de mathématiques à l'université de Vienne.
Avec Gustav von Escherich il fonde le journal Monatshefte für Mathematik und Physik.

## Distinctions
Honoré à plusieurs reprises, W. est membre (fondateur) (à partir de 1872 président, à partir de 1874 secrétaire permanent et à partir de 1875 membre honoraire) de l'Association des mathématiciens de Bohême Spolek pro volné přednášky z mathematiky a fysiky, qui publie la revue "Časopis pro pěstování mathematiky a fyziky" à partir de 1872 et les "Archiv mathematiky a fysiky" édités par W. à partir de 1874. "Archiv mathematiky a fysiky" édité par W. ;
- 1870 membre associé, puis 1876 membre étranger de la Société royale des sciences de Bohême
- 1872 membre de la Société mathématique de France à Paris
- 1875 membre associé, 1882 membre régulier  de la Österreichische Akademie der Wissenschaften
- 1888 membre de l'Leopoldina
- 1890 membre fondateur de la Achadémie des sciences et des arts de Bohème (de)

## Travaux
Emil Weyr a publié environ 300 communications scientifiques, dont deux livres :
- Theorie der mehrdeutigen geometrischen Elementargebilde und der algebraischen Curven und Flächen als deren Erzeugnisse, Leipzig, Teubner, 1869.
- Geometrie der räumlichen Erzeugnisse ein-zwei-deutiger Gebilde insbesondere der Regelflächen dritter Ordnung, Leipzig, Teubner, 1870.

## Direction de thèses de doctorat
- Karl Carda
- Robert Daublewsky von Sterneck
- Gustav Kohn
- Alfred Tauber
- Wilhelm Wirtinger